# Newsboy Legion
La Newsboy Legion (o, in italiano, la Legione degli Strilloni) è una gang immaginaria di ragazzini presente nell'Universo DC. Creata da Joe Simon e Jack Kirby, comparve per la prima volta in un fumetto aggiuntivo dal titolo omonimo che partì con Star-Spangled Comics n. 7 (aprile 1942) e terminò con Star-Spangled Comics n. 64 (gennaio 1947).

## Versione Pre-Crisi
Un gruppo di orfani che vivevano per le strade di Suicide Slum, erano chiamati così perché vendevano giornali per guadagnarsi da vivere. Erano anche in frequenti guai con la legge, anche se il poliziotto locale, Jim Harper, tendeva ad essere leggero con loro. Nella loro prima comparsa, Harper, poco dopo essere diventato il Guardiano, divenne il guardiano legale degli Strilloni. Un discorso ricorrente nelle loro storie, infatti, era che i ragazzi sospettavano che Harper e il Guardiano fossero la stessa persona, benché non ne fossero sicuri.
La Newsboy Legion comprendeva Tommy Thompkins (il leader); Big Words (il genio del gruppo); Gabby (un ragazzino sempre eccitato che non smetteva mai di parlare); e Scrapper (quello tosto).
La Newsboy Legion fu poi reintrodotta in Superman's Pal Jimmy Olsen n. 133 (ottobre 1970) come parte della storia Jack Kirby's Fourth World. La Legione di questa storia era formata dai figli degli Strilloni originali, che ora lavoravano ad un progetto di genetica governativo. Una nuova aggiunta alla squadra fu Walter "Flipper Dipper (o "Flippa Dippa") Johnson Jr., un ragazzo afro-americano. Questi era ossessionato e molto abile con le manovre subacquee. Fu anche figlio di un altro membro del Progetto. Il suo soprannome fu più tardi abbreviato in "Flip".
Durante la loro prima missione, il malvagio Morgan Edge sviluppò il Whiz Wagon per ragazzi ignari. Tentò di utilizzare sia il Wagon che i ragazzi (e per estensione anche Jimmy Olsen) per uccidere gli Hairies, una società sotterranea tecnologicamente avanzata. Gli Hairies furono letteralmente dei vicini di casa per il Progetto ed entrambi si trovavano vicino alla Fabbrica del Male, che pianificava di distruggere gli altri due.
I ragazzi furono poi affiliati al Progetto in altri modi; come l'adozione di un esperimento per lo smaltimento dei mobili.

## Versione Post-Crisi
Post-Crisi, la storia degli Strilloni degli anni quaranta rimase intatta, come fu poi il loro coinvolgimento nel Progetto DNA (ora chiamato Progetto Cadmus). Tuttavia, invece di aver avuto dei figli identici ai membri originali, ora la nuova Newsboy Legion consisteva di cloni creati dalla stessa tecnologia che ricreò il Guardiano, come parte di un piano di Apokolips andato a male. Come il clone del Guardiano, anche loro condividevano i ricordi dei loro "padri", almeno fino al raggiungimento di questi alla loro età, facendo intendere che i cloni non riuscivano talvolta ad adattarsi al mondo moderno (le nuove memorie di Flip erano degli anni cinquanta, più che dei '40). Questi nuovi Strilloni comparvero in questa forma in Superman Annual n. 2 (1988), scritto da Roger Stern, e furono estensivamente utilizzati da Karl Kesel nella sua serie Adventures of Superman, inclusa la scena dell'evasione di Conner Kent da Cadmus. Anche qui i cloni si cacciavano sempre nei guai, come quando nascosero l'esistenza di un mostro enorme che divorava i mobili.
Ai membri della Newsboy Legion Post-Crisi furono anche dati dei veri nomi: Big Words fu Anthony Rodriguez; Gabby fu Johnny Gabrielli e Scrappy fu Patrick McGuire. Questi furono poi affiancati alla nipote del Guardiano, la "Famosa" Bobby Harper, anche se questa ragazza finì per andare a vivere con un altro parente.
Entrambe le versioni della Legion dovettero affrontare avversari come lo scienziato pazzo Dabney Donovan e i lacché di Darkseid. E il Progetto Cadmus dovette più e più volte scontrarsi con gli attacchi e le forze di manipolazione di Lex Luthor.
In Superboy n. 56, alcuni cambiamenti significativi fecero intendere che gli Strilloni, originali e cloni, abbandonarono il Progetto. Fu brevemente suggerito che i cloni stessero investigando su cosa ci fosse realmente dietro questi cambiamenti, ma non ci fu poi un seguito.
La Newsboy Legion salvò Jimmy Olsen dalle fogne sotto il Progetto in Countdown n. 29 (10 ottobre 2007), dopo la sua evasione da Cadmus. Gli permisero di restare nel "Quartier Generale della Legion" (un negozio che affacciava su una strada) mentre Jimmy prendeva tempo per esaminare la situazione, ma il fotografo fu rapito dal secondo Foraggiere (Countdown n. 28, 17 ottobre 2007). Qui, i "padri" degli Strilloni non furono menzionati.
Il gruppo comparve nel n. 1 di Death of the New Gods (dicembre 2007). Utilizzando il computer del Whiz Wagon aiutarono Jimmy Olsen ad ottenere le prove fotografiche della morte di Black Racer.
In Superman's Pal, Jimmy Olsen (auto conclusivo, dicembre 2008), i membri originali della Newsboy Legion furono uccisi da Nome in Codice: Assassino. Il destino dei cloni rimase incerto.

## Versione dei Sette Soldati
Nella nuova versione del Guardiano di Grant Morrison in Seven Soldiers: The Guardian, il giornale Manhattan Guardian aveva una rete a livello cittadino di reporter volontari chiamati "Newsboy Army" (l'Armata degli Strilloni).
Più avanti nella serie fu rivelato che un gruppo chiamato Newsboy Army era attivo negli anni '40 in un'area di New York chiamato Nowhere Street. Questo gruppo consisteva di Capitan 7 (un ragazzo afro-americano in uniforme da football), Ali Ka-Zoom (un giovane apprendista mago), Vincenzo "Kid Scarface" Baldi (un ragazzo italiano in un impeccabile vestito), Chop Suzi (una ragazza asiatica, il meccanico del gruppo), Edward "Baby Brain" Stargard (un bambino prodigio), Little Miss Hollywood (un'impressionista, figlia di immigranti irlandesi) e Millions (il cane più ricco del mondo). Nella loro missione finale come squadra, furono maledetti dal Terribile Cucitore del Tempo perché fossero loro dati destini orribili così da prevenire che fermassero i suoi piani per l'Harrowing (Lo Strazio).
Millions "morì" poco dopo. Si è fortemente creduto che Cap avesse messo incinta Suzi, dato che la sua designazione dopo l'incontro con il Terribile Cucitore del Tempo fu quello di "pedofilo". Tuttavia, il cruciverba incluso in Seven Soldiers n. 1 implicò che Suzi potrebbe aver dato vita a due gemelli, il cui padre era Baby Brain - nonostante ovvi ostacoli fisici. Cap fu successivamente ucciso dagli altri. Hollywood divenne un'alcolista "super impressionista". Ali Ka-Zoom maneggiando la magia pura divenne pazzo e morì, e Kid Scarface divenne Vincenzo il Don Immortale, leader della Los Angeles sotterranea che fu poi ucciso dagli Sheeda. Baby Brain sopravvisse e fondò il giornale Manhattan Guardian. Ali Ka-Zoom si dimostrò viva in 52. In Seven Soldiers n. 1 si scoprì che Kid Scarface/Don Vincenzo immerse Millions nel Calderone della Rinascita, e che il cane ereditò tutte le proprietà di Vincenzo dopo la sua morte, diventando "Dogfather" (storpiamento di God-father, cioè Padrino, con Dog, Cane).
Il nome "Newsboy of Nowhere Street" suggerì un misto della Newsboy Legion e della gang successiva di ragazzini di Jack Kirby, la Dingsbat of Danger Street.

## Doc Savage
L'espressione di sorpresa di Big Words era "Sarò supermalgamato!". Questa frase fu originariamente utilizzata dal William Harper Littlejohn in Doc Savage.

## Raccolta
La DC Comics pubblicò il primo di due raccolte in libro:
- The Newsboy Legion vol. 1, 2010, ISBN 1-4012-2593-4 (ristampa di Star-Spangled Comics n. da 7 a 32).

## In altri media

### Televisione
- Nell'episodio Senso Patriottico della serie animata Justice League Unlimited, la Newsboy Legion ebbe un cameo non nominato come gruppo di giovani ragazzi che aiutavano i civili a mettersi al sicuro. Alla fine dell'episodio la Newsboy Legion fu parte di un gruppo che finì per salvare la Justice League dal Generale Wade Eiling tenendolo a terra.